# Microcharon novariensis
Microcharon novariensis är en kräftdjursart som beskrevs av Stoch och Diana M.P. Galassi 200. Microcharon novariensis ingår i släktet Microcharon och familjen Microparasellidae. Inga underarter finns listade i Catalogue of Life.